# خربة بدران
خربة بدران هي بلدة في محافظة عمان في شمال غرب الأردن. تغير اسمها إلى شفا بدران وأصبح منطقة شفا بدران.

## روابط خارجية
- خريطة الأقمار الصناعية على Maplandia.com